# 06 (filme)
06 é um filme de drama neerlandês de 1994 dirigido e escrito por Theo van Gogh e Johan Doesburg. Foi selecionado como representante dos Países Baixos à edição do Oscar 1995, organizada pela Academia de Artes e Ciências Cinematográficas.

## Elenco
- Ariane Schluter - Sarah Wevers
- Ad van Kempen - Thomas Venema